# Lloyd Swanton

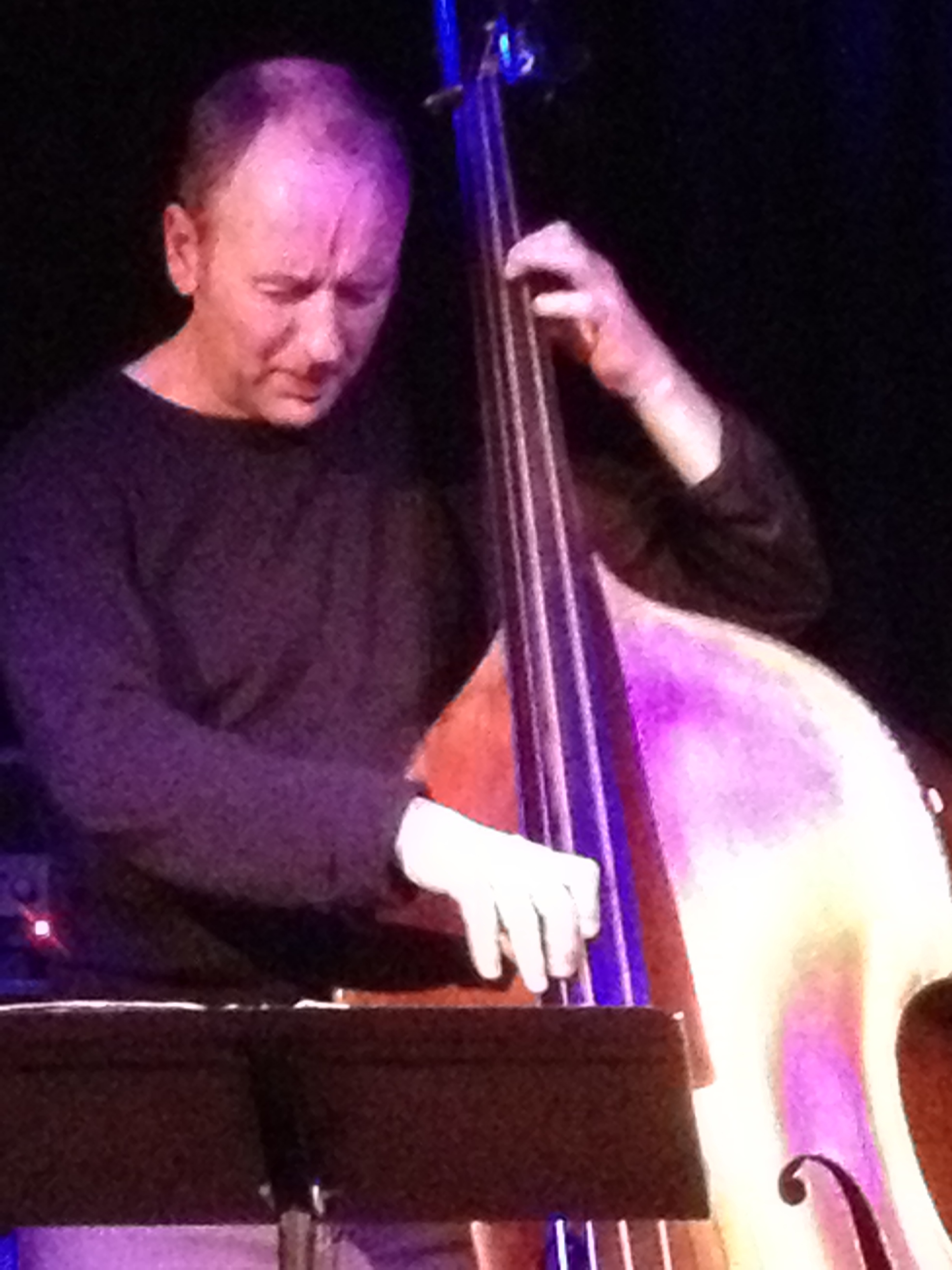
Lloyd Swanton, 2012

Lloyd Stuart Swanton (* 14. August 1960 in Sydney) ist ein australischer Jazz- und Fusionmusiker (Kontrabass, Bassgitarre, Komposition).

## Wirken
Swanton bildete zunächst mit Chris Abrahams The Benders und gründete 1987 zusammen mit ihm und Tony Buck das Trio The Necks, dem er bis heute angehört und mit dem er 2008 bei den Donaueschinger Musiktagen auftrat. Seit 1991 leitete er zudem seine eigene Gruppe, The Catholics, mit denen er den Mo Award 1995 als „beste Jazzband“ gewann; drei Alben der Gruppe mit überwiegend seinen eigenen Kompositionen wurden für die ARIA Awards nominiert. Er hat Solo-Improvisationskonzerte auf dem Kontrabass gegeben. Swanton arbeitete zudem mit der Clarion Fracture Zone und war langjähriges Mitglied der Combos von Bernie McGann und des Trios von Alister Spence. Weiterhin wirkte er mit dem Sydney Symphony Orchestra, Vince Jones, dem Alpha Centauri Ensemble, den Mighty Reapers, der Seymour Group, Tim Finn, Stephen Cummings und Wendy Matthews und gehörte zur International Big Band  von Raymond MacDonald (Buddy, 2010). Er ist mehrfach beim North Sea Jazz Festival und beim Montreux Jazz Festival aufgetreten. Swanton wurde dreimal als bester Bassist bei den Australian Jazz and Blues Awards ausgezeichnet.
Swanton hat auch Filmmusiken komponiert. Weiterhin moderierte Swanton die wöchentliche Radiosendung Mixed Marriage auf Eastside Radio in Sydney, die sich mit Kreuzungen von Jazz und anderen Musikstilen befasste.

## Diskographische Hinweise
- Ambon (Bugle, 2015)

mit The Necks
- Drive by (mit Chris Abrahams, Tony Buck; APRA Award 2005)[4]
- Chemist (mit Abrahams, Buck; APRA Award 2006)[5]

mit The Catholics
- The Catholics (Rufus, 1992)
- Simple (Rufus, 1994)
- Life On Earth (Rufus/PolyGram, 1997)
- Barefoot (Rufus, 1999)
- Gondola (Rufus, 2006)
- Village (Bugle, 2007)
- Inter Vivos (Bugle, 2009)
- Yonder (Bugle, 2013)

mit The Benders
- E (Hot, 1983)
- False Laughter (Hot, 1984)
- Distance (Hot, 1985)

, mit Vazesh
- The Sacred Key (2021)
- Tapestry (2024)